# Sharief Rodjan
Sharief Rodjan is een Surinaams dammer.

## Biografie
Sharief Rodjan ging in 1992 als enige Surinamer naar het wereldkampioenschap voor junioren in Zaporizja in Oekraïne. In een veld van 32 spelers eindigde hij hier op de 26e plaats. Sinds 2003 neemt hij deel aan het Surinaams kampioenschap dammen voor senioren. Dat jaar werd hij zesde. Enkele jaren later, in 2007, bereikte hij de tweede plaats en in 2009 een gedeelde tweede plaats met drie andere dammers. In 2007 werd hij derde op de open kampioenschappen van Curaçao. In 2012 nam hij deel aan de groots opgezette Roethof Open in Paramaribo. Hier werd hij 9e. Bij de FMJD heeft hij de eretitel Federatiemeester (MF).

## Palmares
Hij behaalde een podiumplaats tijdens de volgende kampioenschappen:
| Jaar | plaats | kampioenschap           |
| ---- | ------ | ----------------------- |
| 2007 | Zilver | Surinaams Kampioenschap |
| 2007 | Brons  | Open Curaçao            |
| 2009 | Zilver | Surinaams Kampioenschap |